# الموناسيد ديل ماركيسادو
بلدية المُنَستير أو (نقحرة: الموناسيد ديل ماركيسادو) (بالإسبانية: Almonacid del Marquesado)‏، هي إحدى بلديات مقاطعة قونكة إحدى مقاطعات إسبانيا، والتي تقع في منطقة قشتالة والمنشف وسط البلاد، والمائلة لجهة الشرق من إسبانيا.
يبلغ عدد سكانها 509 نسمة وفقاً لإحصائية سنة (2007).